# Do ut des
Do ut des (Latijn: Ik geef met de bedoeling dat jij geeft) is de wederkerigheid in de Romeinse godsdienst, de verwachting van bescherming of een gunst van een god na een offer. Deze afspraak was een votum (geschenk). Dit is later door de katholieke Kerk overgenomen in de vorm van een votiefgeschenk. Met geven werd het offeren bedoeld, met jij werden de goden bedoeld. Het offeren gebeurde volgens een bepaald ritueel. De wederkerigheid komt ook terug in uitdrukkingen als quid pro quo (Latijn: het ene voor het andere) en manus manum lavat (Latijn: De ene hand wast de andere).
Het do ut des-principe kwam ook naar boven bij de wederkerige verstandhouding bij de relatie leenman/leenheer tijdens de feodaliteit.
Het tegengestelde van do ut des is do ut das (Latijn: Ik geef, zoals jij geeft) waarbij twee personen elkaar iets schenken zonder dat die schenkingen afhankelijk zijn van elkaar.